# Sameera Gunatileka
Sameera Gunatileka (* 1984) ist ein aus Sri Lanka stammender US-amerikanischer Badmintonspieler.

## Karriere
Sameera Gunatileka begann in seiner Heimat Sri Lanka mit dem Badmintonsport. Im Alter von 12 Jahren siedelte seine Familie nach Olney in die USA über, wo er auch weiterhin dem Sport treu blieb. 2009 und 2010 siegte er bei den Miami PanAm International im Herrendoppel mit Vincent Nguy. Mit ihm war er auch bei den Boston Open 2009 erfolgreich. 2010 wurden beide gemeinsam Panamerikameister. Im Folgejahr nahm die Paarung an den Badminton-Weltmeisterschaften teil.

## Sportliche Erfolge
| Saison | Veranstaltung             | Disziplin    | Platz | Name                              |
| ------ | ------------------------- | ------------ | ----- | --------------------------------- |
| 2009   | Miami PanAm International | Herrendoppel | 1     | Sameera Gunatileka / Vincent Nguy |
| 2009   | Boston Open               | Herrendoppel | 1     | Sameera Gunatileka / Vincent Nguy |
| 2010   | Miami PanAm International | Herrendoppel | 1     | Sameera Gunatileka / Vincent Nguy |
| 2010   | Panamerikameisterschaft   | Herrendoppel | 1     | Sameera Gunatileka / Vincent Nguy |

## Referenzen
- Sameera Gunatileka beim Badminton-Weltverband
- http://ww2.gazette.net/gazette_archive/2005/200504/sports/updates/256816-1.html

| Personendaten    | Personendaten                      |
| ---------------- | ---------------------------------- |
| NAME             | Gunatileka, Sameera                |
| KURZBESCHREIBUNG | US-amerikanischer Badmintonspieler |
| GEBURTSDATUM     | 1984                               |
| GEBURTSORT       | Sri Lanka                          |